# 대부도

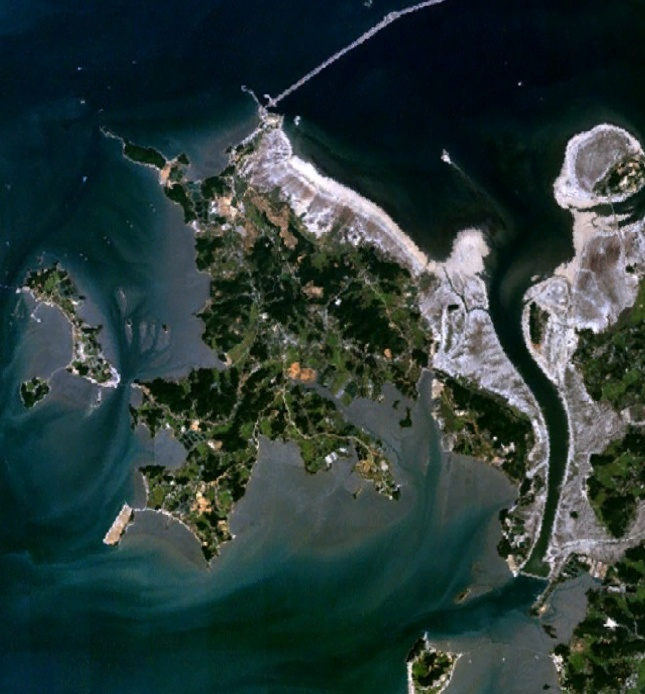
대부도의 위성 사진

대부도(大阜島)는 인천광역시 안산자치시 단원구에 위치한 섬이다. 면적은 45.94㎢으로 경기도의 섬 중에서 가장 크다. 화성시 남양반도에서 바라보면 큰 언덕처럼 보여 대부도라 불린다. 월곶포구와 오이도해양단지를 지나 시화방조제를 건너면 대부도로 들어서게 된다. 시화호 간척사업에 따른 방조제 건설로 선감도, 탄도, 불도와 연결되었다. 방아머리 선착장에서는 자월도, 승봉도, 대이작도, 덕적도로 향하는 여객선이 출항한다.

## 유래 및 연혁
| Daedongyeojido (Gyujanggak) 14-06.jpg |  |
|                                       |  |

대부도는 마한, 백제의 영토였다가 고구려를 거쳐 553년 신라의 영토가 되었다. 통일신라시대에는 한주에 속했으며, 고려시대와 조선시대에는 남양도호부에 속했다.
1914년 4월 1일 일제의 행정구역 통폐합 때 영흥도와 함께 부천군에 편입되었다. 1973년 7월 1일 부천군이 폐지되면서 경기만의 다른 섬들과 함께 경기도 옹진군에 편입되었다. 1994년 12월 26일 행정 구역 개편에 관한 주민 투표의 결과에 따라 안산시, 시흥시, 화성군 중 안산시에 편입되었다.

## 주요 관광명소

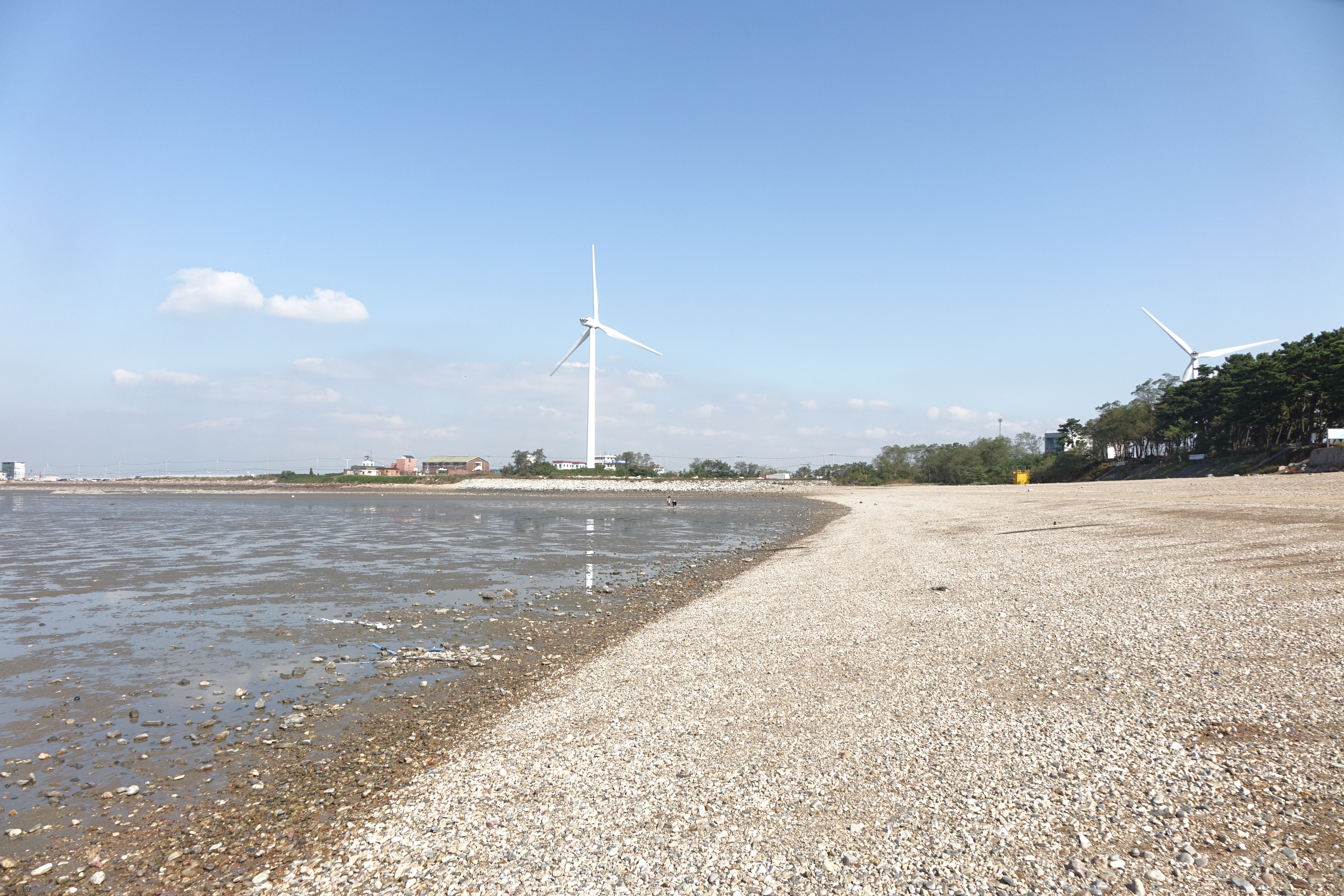
대부도 갯벌

대부도의 주요 관광명소로는 효자문, 쌍계사, 자선비가 있으며, 인근에는 시화방조제도 위치하고 있다. 대부도 북부의 구봉도 지역에서는 갯벌체험이 가능하다. 대부도를 관통하는 지방도 제301호선을 타면 동춘서커스를 지나 쌍계사라는 사찰 입구를 지나서 탄도방조제까지 이어진다. 쌍계사는 조선 숙종 15년(1689년) 이전에 창건되었다고 전해지는 작은 절이다. 
- 대부도 관광지
  - 시화나래휴게소(시화달전망대)
  - 구봉도
  - 안산어촌민속박물관
  - 방아머리항
  - 방아머리 해수욕장
  - 구봉솔숲 해수욕장
  - 누에섬 등대전망대
  - 대부바다향기테마파크

## 같이 보기
- 대한민국의 지리